# Крочиљија (Павија)
Крочиљија је насеље у Италији у округу Павија, региону Ломбардија.
Према процени из 2011. у насељу је живело 105 становника. Насеље се налази на надморској висини од 543 м.